# Ernst Holzlöhner
Ernst Holzlöhner (Insterburg, 23 febbraio 1899 – 1945) è stato un medico tedesco.

## Biografia
Holzlöhner era un docente privato e medico con Wilhelm Trendelenburg presso l'Istituto di fisiologia dell'Università di Berlino. Nel 1933 si unì al NSDAP (partito nazista) e divenne docente all'Università di Berlino. Successivamente, Holzlöhner divenne SS-Sturmbannführer. Nel 1934, Holzlöhner ricevette una cattedra universitaria per fisiologia all'Università di Kiel. Durante questo periodo, divenne docente all'Università di Kiel e vice-gauditore dello Schleswig-Holstein. Insieme ai suoi assistenti Sigmund Rascher ed Erich Finke, condusse esperimenti di sottoraffreddamento per conto della Luftwaffe nel campo di concentramento di Dachau dall'agosto del 1942. Nell'aprile 1945 Holzlöhner fu nominato Rettore dell'Università di Kiel.
Holzwöhner fu catturato e interrogato dai soldati britannici dopo la fine della guerra. Dopo l'interrogatorio, si suicidò nel giugno del 1945.
| Controllo di autorità | VIAF (EN) 95593064 · ISNI (EN) 0000 0000 6852 4493 · LCCN (EN) no2016109254 · GND (DE) 138991308 |